# Liste der Baudenkmäler in Eppenschlag
Auf dieser Seite sind die Baudenkmäler in der niederbayerischen Gemeinde Eppenschlag zusammengestellt. Diese Tabelle ist eine Teilliste der Liste der Baudenkmäler in Bayern. Grundlage ist die Bayerische Denkmalliste, die auf Basis des Bayerischen Denkmalschutzgesetzes vom 1. Oktober 1973 erstmals erstellt wurde und seither durch das Bayerische Landesamt für Denkmalpflege geführt wird. Die folgenden Angaben ersetzen nicht die rechtsverbindliche Auskunft der Denkmalschutzbehörde.
 Die Liste gibt den Fortschreibungsstand vom 3. Juli 2018 wieder und umfasst neun Baudenkmäler.

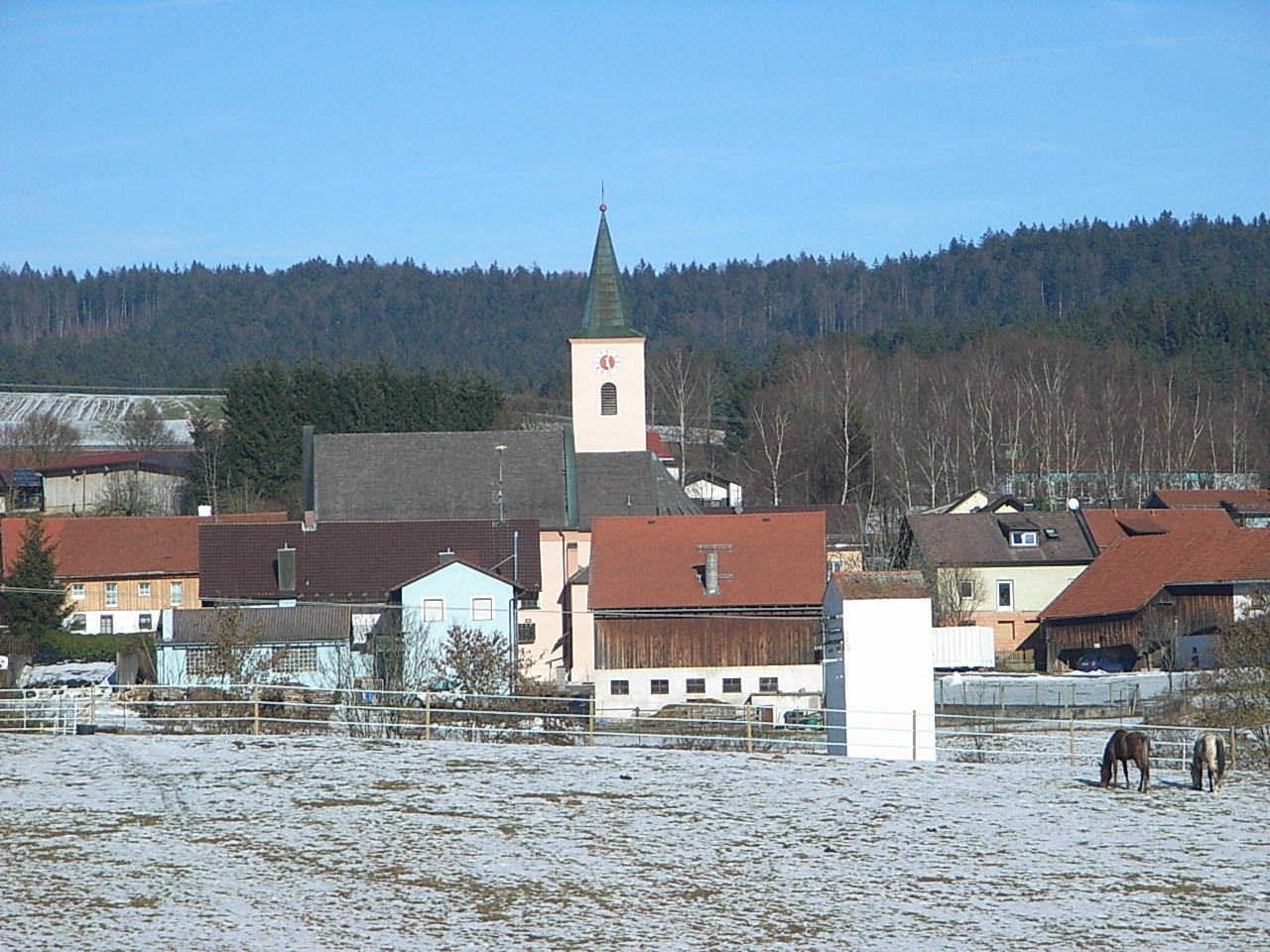
Blick auf Eppenschlag

## Baudenkmäler nach Ortsteilen

### Eppenschlag
| Lage                     | Objekt                                | Beschreibung | Akten-Nr.              | Bild           |
| ------------------------ | ------------------------------------- | --- | ---------------------- | -------------- |
| Kirchplatz 12 (Standort) | Katholische Pfarrkirche St. Katharina | Saalkirche mit Steildach und eingezogenem, halbrund geschlossenem Chor, Flankenturm mit Spitzhelm, neugotisch, 1901 von Joseph Elsner senior; mit Ausstattung. | D-2-72-116-1 Wikidata  | weitere Bilder |
| Schulstraße 1 (Standort) | Flurdenkmal                           | Profilierte Granitstele mit Laterne und Bildfeldern, darauf Gusseisenkreuz, bezeichnet mit „1800“.                                                             | D-2-72-116-12 Wikidata | BW             |

### Fürstberg
| Lage                    | Objekt                                                      | Beschreibung | Akten-Nr.             | Bild |
| ----------------------- | ----------------------------------------------------------- | --- | --------------------- | ---- |
| Fürstberg 5 (Standort)  | Ehemaliger Herrensitz, heute Wohngebäude eines Dreiseithofs | Zweigeschossiger Steildachbau mit Eckquaderungen und Aufzugsluken im Giebel, Mitte 17. Jahrhundert; Hoftor, mit korbbogiger Durchfahrt und Nebeneingang, 19. Jahrhundert.                     | D-2-72-116-2 Wikidata | BW   |
| Fürstberg 8 (Standort)  | Einzelhof                                                   | Wohnteil eines ehemaligen Waldlerhauses, eingeschossiger Flachsatteldachbau, Kniestock Blockbau, giebelseitig mit Brettbalusterschrot, nach Westen Stadelanbau, erste Hälfte 19. Jahrhundert. | D-2-72-116-3 Wikidata | BW   |
| In Fürstberg (Standort) | Kapellenausstattung                                         | Christus in der Rast und Heiligenfiguren, Holz, farbig gefasst, 19. Jahrhundert; in moderner Ortskapelle.                                                                                     | D-2-72-116-4 Wikidata | BW   |

### Großmisselberg
| Lage                                             | Objekt   | Beschreibung                                                                         | Akten-Nr.             | Bild |
| ------------------------------------------------ | -------- | ------------------------------------------------------------------------------------ | --------------------- | ---- |
| Großmisselberg 5; Nähe Großmisselberg (Standort) | Kruzifix | Holz, farbig gefasst, wohl zweites Viertel 19. Jahrhundert; in moderner Holzkapelle. | D-2-72-116-5 Wikidata | BW   |

### Marbach
| Lage                        | Objekt  | Beschreibung | Akten-Nr.             | Bild |
| --------------------------- | ------- | --- | --------------------- | ---- |
| Nähe Kapellenweg (Standort) | Kapelle | Satteldachbau mit eingezogenem, halbrund geschlossenem Chor, im Kern wohl 19. Jahrhundert, Dach erneuert; mit Ausstattung. | D-2-72-116-9 Wikidata | BW   |

### Waldeck
| Lage                 | Objekt    | Beschreibung | Akten-Nr.              | Bild |
| -------------------- | --------- | --- | ---------------------- | ---- |
| Waldeck 4 (Standort) | Kleinhaus | Eineinhalbgeschossiger Blockbau, mit Flachsatteldach, nördlicher Teil mit ausgemauertem Erdgeschoss, 19. Jahrhundert. | D-2-72-116-10 Wikidata | BW   |

### Wolfertschlag
| Lage                    | Objekt      | Beschreibung                                                                                              | Akten-Nr.              | Bild |
| ----------------------- | ----------- | --- | ---------------------- | ---- |
| Dorfstraße 8 (Standort) | Traidkasten | Zweigeschossiger Blockbau, zum Teil verschindelt, mit flach geneigtem Satteldach, Anfang 19. Jahrhundert. | D-2-72-116-11 Wikidata | BW   |

## Ehemalige Baudenkmäler
In diesem Abschnitt sind Objekte aufgeführt, die früher einmal in der Denkmalliste eingetragen waren, jetzt aber nicht mehr. Objekte, die in anderem Zusammenhang also z. B. als Teil eines Baudenkmals weiter eingetragen sind, sollen hier nicht aufgeführt werden. Aktennummern in diesem Abschnitt sind ehemalige, jetzt nicht mehr gültige Aktennummern.

| Lage                                | Objekt                                   | Beschreibung | Akten-Nr.              | Bild |
| ----------------------------------- | ---------------------------------------- | --- | ---------------------- | ---- |
| Nähe Hungerberg (Standort)          | Ausstattung des Vorgängerbaus            | | D-2-72-116-6 Wikidata  | BW   |
| Kleinarmschlag 3 (Standort)         | Vierseithof                              | Wohnhaus zweigeschossiger Satteldachbau, Erdgeschoss Granit geschlämmt und verputzt, Obergeschoss Ziegel, Flez Kreuzgratgewölbe, Hoftür bezeichnet mit „18JR06“; Stall; ehemaliger Hühnerstall; großer Stadel nach Brand 1950 auf erhaltenem Bruchsteinsockel erneuert. | D-2-72-116-13 Wikidata | BW   |
| Marbach Heimdalstraße 11 (Standort) | Zugehöriger obergeschossiger Traidkasten | Erste Hälfte 19. Jahrhundert. | D-2-72-116-7 Wikidata  | BW   |